# Sinibrama macrops
Sinibrama macrops е вид лъчеперка от семейство Шаранови (Cyprinidae). Видът не е застрашен от изчезване.

## Разпространение
Разпространен е в Китай (Гуандун, Гуанси, Джъдзян, Фудзиен и Хайнан), Провинции в КНР, Тайван и Хонконг.

## Описание
На дължина достигат до 15 cm.